# Paraborhyaena boliviana
Paraborhyaena boliviana è una specie di marsupiale gigante, il predatore all'apice della formazione Salla, Bolivia, risalente all'Oligocene.
Paraborhyaena boliviana era un colossale marsupiale carnivoro, senza dubbio uno degli animali più impressionanti a vivere nella formazione Salla. Esso e Proborhyaena gigantea dell'Argentina (da cui prende il nome la sua famiglia) erano tra i più grandi carnivori marsupiali che abbiano mai vissuto sulla Terra. Paraborhyaena aveva un'enorme testa con un muso corto e grandi canini e mascelle profonde. Tuttavia, i suoi canini avevano punte smussate e quasi a forma di banana invece che appuntiti e conici come nella maggior parte dei carnivori odierni. Questo potrebbe essere dovuto al loro sottile strato di smalto, che apparentemente si consumava velocemente con l'usura. Per compensare questa rapida usura, i canini di Paraborhyaena avevano radici aperte che permettevano loro di crescere di continuo durante quasi tutta la vita dell'animale. Non valeva lo stesso per i suoi molari, usati per tranciare la carne, che dovevano consumarsi l'uno contro l'altro per mantenere il loro margine tagliente. Al contrario dei carnivori placentati, che hanno un solo paio di denti taglia-carne (carnassiali), Paraborhyaena e altri sparassodonti ne avevano tre paia. Questi denti erano usati in successione man mano che spuntavano; quelli più indietro nella mascella erano sempre i più grandi e meno consumati (essendo spuntati più recentemente) e sarebbero stati quelli maggiormente utilizzati per tagliare la carne. È possibile che Paraborhyaena spaccasse le ossa della sua preda coi suoi premolari e/o molari per nutrirsi del midollo, ma è difficile testare questa idea senza resti più completi di questo raro mammifero.

## Informazioni base
Dimensioni: molto grande, simile ad un orso nero (Ursus americanus). Lunghezza testa-corpo: forse 5 ft (1.5 m). Lunghezza del cranio: circa 40 cm. Massa corporea: 220-275 lb (100-125 kg). La mascella inferiore misura in totale 8. 25 in (circa 21 cm).
Caratteristiche ecologiche: terrestre (dettagli sconosciuti). Carnivoro, si nutriva primariamente di mammiferi di medie dimensioni.
Relazioni evolutive: ordine Sparassodonta (estinto). La famiglia sembra essere più strettamente imparentata con le famiglie Borhyaenidae e Thylacosmilidae.
Significato del nome: Paraborhyaena significa "quasi Borhyaena", l'omonimo della famiglia Borhyaenidae. L'epiteto specifico si riferisce alla Bolivia.